# Moa Samuelsson

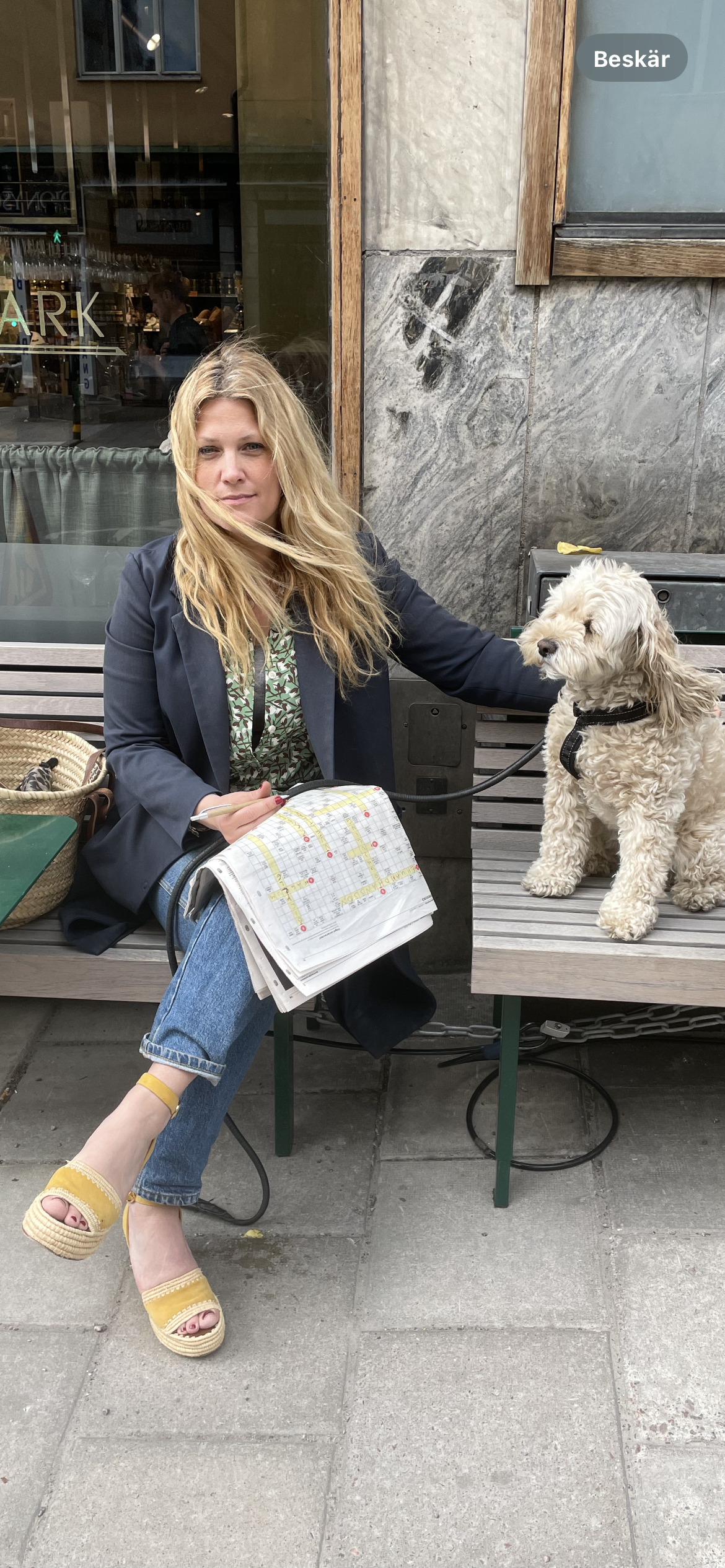
Moa Samuelsson på södermalm 2021.

Moa Samuelsson, född 1975 i Sundsvall, Medelpad, är en svensk journalist, författare och redaktör, utbildad vid Södertörns Högskola och Stockholms Konstnärliga Högskola.

## Biografi
Efter avslutade studier på Södertörns Högskola blev Samuelsson anställd på dåvarande Bonnier Tidskrifter där hon arbetat som skribent, redaktör och fackchef på magasinen mama och Family Living.
År 2014 debuterade Samuelsson som författare med boken Hej! Kreativa hem, som 2015 fick en uppföljare i Hej! Kreativa hem 2.
Samuelssons mor, Anita Persson Flygare, överlevde Estoniakatastrofen och år 2014 kom Samuelsson även ut med reportageboken Ringar på vattnet - berättelser från Estoniakatastrofen, där överlevande och andra inblandade ser tillbaka. I boken återges samtal med flera människor som blev en del av händelsen: statsminister Ingvar Carlsson som måste leda en nation i sorg, psykologen och prästen som ägnade år av arbete till att hjälpa anhöriga med deras sorg, journalisten Christina Jutterström som var tvungen att ta svåra beslut angående publicering och överlevande som valde att ägna sitt eget liv åt traumabearbetning och krishantering.
Åren 2015–2020 arbetade Samuelsson som chefredaktör för inredningsmagasinet Plaza Interiör på Plaza Publishing. 
Efter detta uppdrag har hon bland annat varit anställd som redaktör och skribent på byrån Chiffer Media.

### Familj
Moa Samuelsson har 3 barn, däribland skådespelaren Saga Samuelsson.